# 服部公太

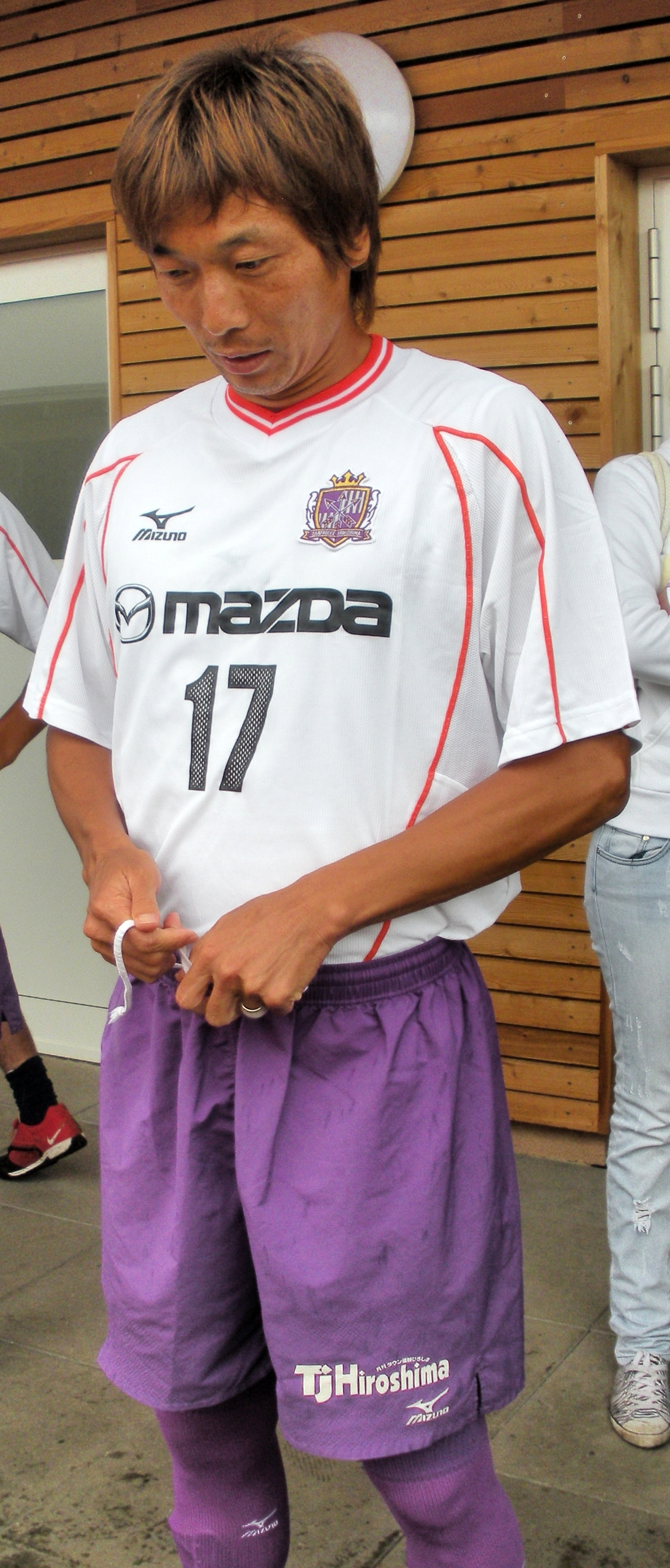
服部公太

服部 公太（はっとり こうた、1977年11月22日 - ）は、千葉県習志野市出身の元プロサッカー選手、サッカー指導者。現役時のポジションはミッドフィールダー、ディフェンダー。渋谷教育学園幕張高等学校卒業。
現在は広島経済大学で監督を務めている。

## 人物
鉄人
フィールドプレーヤーとしてはJ1史上初の100試合連続フルタイム出場達成者。サンフレッチェ広島生え抜きとしては初のJ1通算350試合出場達成者。
通称「鉄人」。2001年には両足甲骨折した状況でプレー。2005年には練習中に右肘脱臼し全治3週間の怪我を負いながら、13日後のリーグ戦にはプロテクターを着けてフル出場している。
プレースタイル
豊富な運動量から精度の高いクロスが魅力の左アウトサイド。ウイングバックやサイドバックでプレーする。

## 来歴
5歳のころからサッカーを始める。主に攻撃的なMFとしてプレー、高校は渋谷幕張高校へ進学、宗像マルコス望から指導を受けている。高校3年次には千葉県選抜としてふくしま国体少年部門優勝、U-18日本代表にも選ばれた。東京ガスサッカー部（当時JFL）からの熱心なオファーを受けるつもりでいたが、渋谷幕張高校のコーチからJリーグでの挑戦を後押しされ、翻意する。
1996年、サンフレッチェ広島に入団。同年にはAFCユース選手権一次予選に出場するU-19日本代表に選ばれる。同年11月9日対横浜マリノス戦で、74分から途中交代出場し公式戦デビューを飾る。
1997年、エディ・トムソンが監督に就任すると、攻撃的なMFから左アウトサイドにコンバートされる。同ポジションレギュラーでもあり日本代表でもある路木龍次の怪我もあり試合経験を積む。1998年、路木が移籍したこともあり左サイドでレギュラーとして定着し、同時期にレギュラーをつかんだ久保竜彦とのホットラインを築いた。当初はフリーキックも蹴っており、同年8月22日のJリーグ初得点も直接FKで決めている。2000年7月29日対清水エスパルス戦でJ1通算100試合出場を達成。
2001年にはヴァレリー・ニポムニシがめざした攻撃的なサッカーでは左サイドバックとして活躍、攻撃能力が開花し11アシスト し、右サイドの駒野友一との両サイドは攻撃の基点になり攻守共に重要なポジションともなった。しかも、チームはJ1残留争いをしている状況の中、両足甲を怪我した状況でプレーし続けた。残留が決まった同年11月21日、右第5中足骨基部骨折・左第五中足骨骨折・左外側半月板部分切除の手術を行う。
2002年、キャンプから怪我が再発し、同年7月から復帰するもののなかなかコンディションが上がらなかった。前節までの累積3枚により同年11月23日対柏レイソル戦にて出場停止、これが2011年現在で最後の警告による欠場である。2002年末、チームはJ2降格してしまうものの残留、2003年J2ではセザール・サンパイオとのコンビで左サイドを制圧しJ1昇格に貢献した。2004年、上村健一の移籍に伴い主将を務めた。2005年7月2日対柏レイソル戦でJ1通算200試合出場を達成。この間、リーグおよびカップ戦すべての公式戦にフル出場を果たす。
2007年3月10日対柏レイソル戦にてJ1のみ100試合連続フルタイム出場達成。2008年、2度目のJ2となったが1年でのJ1昇格に貢献、キャリア最高の4ゴールと流れの中からのクロスのみで12アシストを挙げアシストランキング2位となった。2009年5月9日J1第11節対ジェフユナイテッド市原・千葉戦で史上38人目J1通算300試合出場達成、2011年5月21日J1第12節対ヴィッセル神戸戦で史上22人目のJ1通算350試合出場を達成した。
ただ2010年以降は山岸智の加入や石川大徳の台頭により出場機会が減り、同年10月右足甲骨折により離脱しそこから復帰するも控えが続いた。2011年末、広島からコーチ転身へのオファーを受けるも現役にこだわった。
2012年、即戦力の左サイドを探していたファジアーノ岡山に完全移籍した。シーズン中に内転筋痛が恒常化し、これをきっかけに引退を決意。同年シーズン終了後に現役引退。
2013年より、サンフレッチェ広島ユースのコーチに就任。

## エピソード

### フルタイム出場
- かつては2002年11月から2007年10月まで続いた"連続試合フルタイム出場のJリーグ記録"を持っていた（ただし、Jリーグは同一リーグ内の記録しか認めていないため、J1とJ2にまたがる服部の記録は参考記録扱い[9][10]）。2014年林卓人が記録更新している[17]。
- J1とJ2にまたがるため非公認扱いではあるが、リーグ戦に関しては2007年6月30日第18節対アルビレックス新潟戦（新潟スタ）に、土肥洋一を抜いて連続フル出場のJリーグ記録160試合を達成、記録は171試合まで伸ばしたが2007年10月20日第29節対大宮アルディージャ戦（駒場スタジアム）で途中交代したことにより記録が途絶えた[18]。
- リーグ戦だけでなく天皇杯やナビスコカップなどのカップ戦でもフル出場を続けていたが、2006年4月26日のナビスコカップ1次リーグC組3節対ジェフ千葉戦をゴールデンウィーク中の過密日程やリーグ戦でのチーム成績低迷から望月一頼監督の方針で欠場し、公式戦でのフル出場記録が途切れた。
- Jリーグ公認のJ1のみ連続記録は、2007年10月6日第28節対ジュビロ磐田戦（広島ビッグアーチ）まで126試合。

### 連続出場
- J1連続試合出場記録も2004年開幕時から続いていたが、2007年末にJ2降格が決まったため、最終節の132試合で途切れた。同年現在で、1位は土肥の216試合、2位は真田雅則の145試合、3位が服部、4位が加藤望の131試合。
- フルタイム出場同様非公式ではあるが、リーグ戦記録も2002年11月から続けていたが、2008年12月5日に急性虫垂炎手術のため欠場が決まり、218試合で途切れた[19]。

## 個人成績
| 国内大会個人成績 | 国内大会個人成績 | 国内大会個人成績 | 国内大会個人成績 | 国内大会個人成績 | 国内大会個人成績 | 国内大会個人成績 | 国内大会個人成績 | 国内大会個人成績 | 国内大会個人成績 | 国内大会個人成績 | 国内大会個人成績 |
| 年度             | クラブ           | 背番号           | リーグ           | リーグ戦         | リーグ戦         | リーグ杯         | リーグ杯         | オープン杯       | オープン杯       | 期間通算         | 期間通算         |
| 年度             | クラブ           | 背番号           | リーグ           | 出場             | 得点             | 出場             | 得点             | 出場             | 得点             | 出場             | 得点             |
| 日本             | 日本             | 日本             | 日本             | リーグ戦         | リーグ戦         | リーグ杯         | リーグ杯         | 天皇杯           | 天皇杯           | 期間通算         | 期間通算         |
| ---------------- | ---------------- | ---------------- | ---------------- | ---------------- | ---------------- | ---------------- | ---------------- | ---------------- | ---------------- | ---------------- | ---------------- |
| 1996             | 広島             | -                | J                | 1                | 0                | 0                | 0                | 0                | 0                | 1                | 0                |
| 1997             | 広島             | 24               | J                | 18               | 0                | 5                | 0                | 2                | 0                | 25               | 0                |
| 1998             | 広島             | 17               | J                | 32               | 1                | 3                | 0                | 3                | 0                | 38               | 1                |
| 1999             | 広島             | 17               | J1               | 28               | 1                | 1                | 0                | 4                | 0                | 33               | 1                |
| 2000             | 広島             | 17               | J1               | 29               | 1                | 3                | 0                | 2                | 0                | 34               | 1                |
| 2001             | 広島             | 17               | J1               | 28               | 0                | 5                | 1                | 0                | 0                | 33               | 1                |
| 2002             | 広島             | 17               | J1               | 21               | 0                | 0                | 0                | 4                | 0                | 25               | 0                |
| 2003             | 広島             | 17               | J2               | 44               | 1                | -                | -                | 4                | 1                | 48               | 2                |
| 2004             | 広島             | 17               | J1               | 30               | 2                | 6                | 0                | 1                | 0                | 37               | 2                |
| 2005             | 広島             | 17               | J1               | 34               | 0                | 6                | 0                | 2                | 0                | 42               | 0                |
| 2006             | 広島             | 17               | J1               | 34               | 1                | 5                | 0                | 2                | 0                | 41               | 1                |
| 2007             | 広島             | 17               | J1               | 34               | 2                | 7                | 1                | 5                | 0                | 46               | 3                |
| 2008             | 広島             | 17               | J2               | 41               | 4                | -                | -                | 3                | 2                | 44               | 6                |
| 2009             | 広島             | 17               | J1               | 34               | 2                | 4                | 0                | 2                | 1                | 40               | 3                |
| 2010             | 広島             | 17               | J1               | 25               | 1                | 4                | 0                | 1                | 0                | 30               | 1                |
| 2011             | 広島             | 17               | J1               | 17               | 0                | 2                | 1                | 1                | 0                | 20               | 1                |
| 2012             | 岡山             | 17               | J2               | 14               | 0                | -                | -                | 2                | 0                | 16               | 0                |
| 通算             | 日本             | 日本             | J1               | 365              | 11               | 51               | 3                | 29               | 1                | 445              | 15               |
| 通算             | 日本             | 日本             | J2               | 99               | 5                | -                | -                | 9                | 3                | 108              | 8                |
| 総通算           | 総通算           | 総通算           | 総通算           | 464              | 16               | 51               | 3                | 38               | 4                | 553              | 23               |

その他の公式戦
- 2007年
  - J1・J2入れ替え戦 2試合0得点
- 2008年
  - XEROX SUPER CUP 1試合0得点

| 国際大会個人成績 | 国際大会個人成績 | 国際大会個人成績 | 国際大会個人成績 | 国際大会個人成績 |
| 年度             | クラブ           | 背番号           | 出場             | 得点             |
| AFC              | AFC              | AFC              | ACL              | ACL              |
| ---------------- | ---------------- | ---------------- | ---------------- | ---------------- |
| 2010             | 広島             | 17               | 5                | 0                |
| 通算             | AFC              | AFC              | 5                | 0                |

- 公式戦初出場 1996年11月9日対横浜マリノス戦 (三ツ沢公園球技場)
- 公式戦初得点 1998年8月22日J1・2nd第1節対アビスパ福岡戦 (広島ビッグアーチ)
  - 先発出場、17分ゴール、72分伊藤哲也と途中交代
- 連続フルタイム出場
  - 公式戦 2002年11月30日J1・2nd第15節対コンサドーレ札幌戦（札幌ドーム）から

2006年4月22日J1第9節対セレッソ大阪戦（広島ビッグアーチ）まで143試合
  - リーグ戦のみ 2002年11月30日J1・2nd第15節対コンサドーレ札幌戦（札幌ドーム）から

2007年10月6日J1第28節対ジュビロ磐田戦（広島ビッグアーチ）まで171試合
  - うちJ1連続出場 2004年3月13日J1・1st第1節対清水エスパルス戦（広島ビッグアーチ）から

2007年10月6日J1第28節対ジュビロ磐田戦（広島ビッグアーチ）まで126試合
- 連続試合出場
  - リーグ戦のみ 2002年11月30日J1・2nd第15節対コンサドーレ札幌戦（札幌ドーム）から

2008年11月30日J2第44節対ロアッソ熊本戦(KKウィング)まで218試合
  - J1のみ 2004年3月13日J1・1st第1節対清水エスパルス戦（広島ビッグアーチ）から

2007年12月1日J1第34節対ガンバ大阪戦（広島ビッグアーチ）まで132試合
- 通算試合出場
  - J1通算350試合出場 2011年5月21日J1第12節対ヴィッセル神戸戦

## 個人タイトル
- フェアプレー個人賞 : 2009年
- 功労選手賞 : 2013年

### 代表歴
- U-18日本代表候補
- U-19日本代表
- U-20日本代表
- U-21日本代表候補
- U-22日本代表候補

## 指導歴
- 2013年 - サンフレッチェ広島ユース コーチ